# Thol-lès-Millières
Thol-lès-Millières ist eine französische Gemeinde mit 30 Einwohnern (Stand: 1. Januar 2022) im Département Haute-Marne in der Region Grand Est (vor 2016 Champagne-Ardenne). Sie gehört zum Arrondissement Chaumont und zum Kanton Poissons. Die Einwohner werden Thollois genannt.

## Geographie
Thol-lès-Millières liegt am Rand der Landschaft Bassigny auf einem Hochplateau zwischen den Flusstälern von Rognon und oberer Maas, etwa 25 Kilometer ostnordöstlich von Chaumont. Umgeben wird Thol-lès-Millières von den Nachbargemeinden Ozières im Norden, Huilliécourt im Nordosten und Osten, Vroncourt-la-Côte im Osten, Audeloncourt im Südosten, Clefmont im Süden, Longchamp im Südwesten sowie Millières im Westen.

## Bevölkerungsentwicklung
| Jahr                       | 1962 | 1968 | 1975 | 1982 | 1990 | 1999 | 2011 | 2019 |
| -------------------------- | ---- | ---- | ---- | ---- | ---- | ---- | ---- | ---- |
| Einwohner                  | 86   | 60   | 59   | 47   | 42   | 37   | 54   | 35   |
| Quellen: Cassini und INSEE |      |      |      |      |      |      |      |      |

## Sehenswürdigkeiten

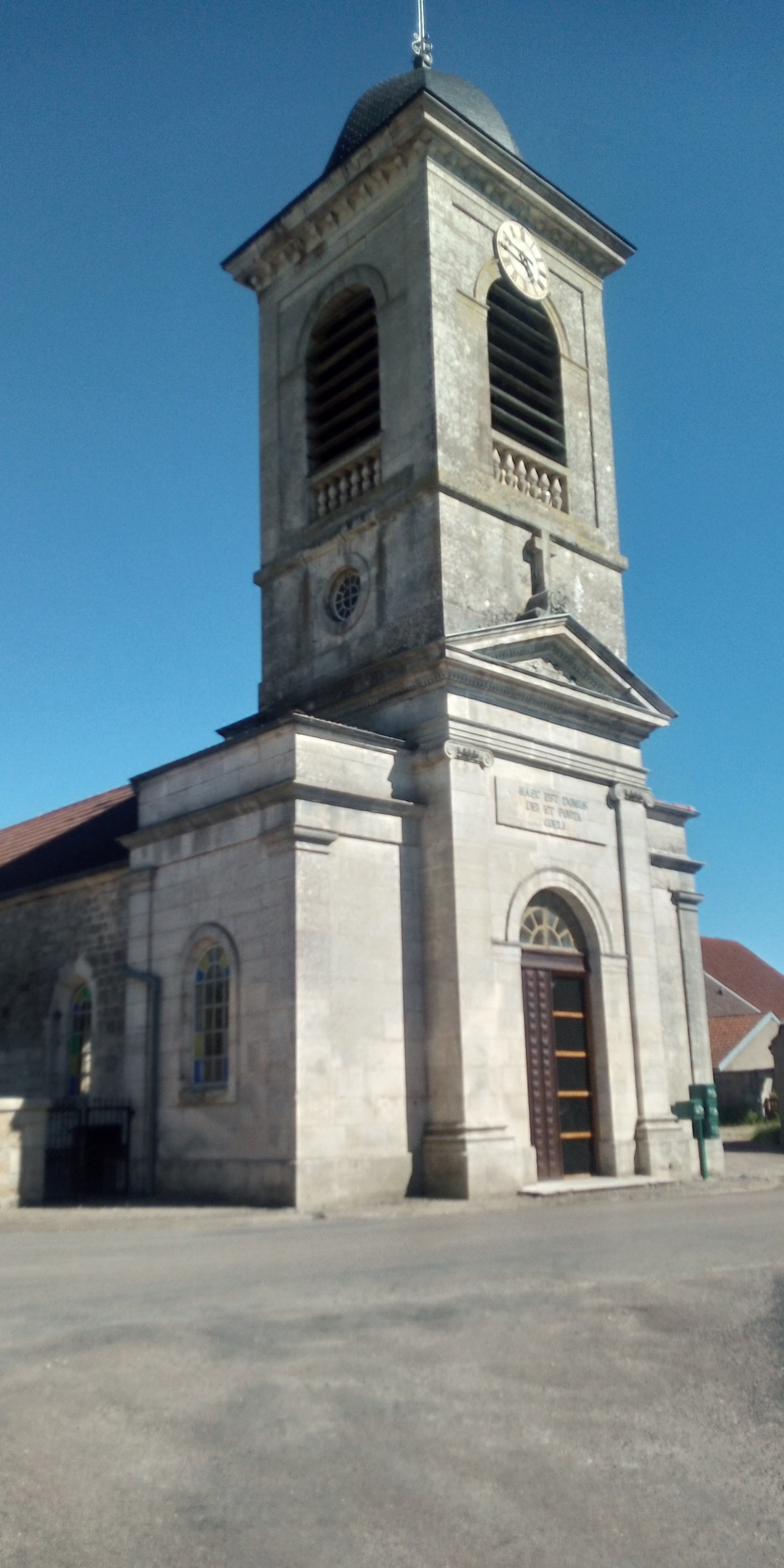
Kirche Saint-Martin

- Kirche Saint-Martin